# Gergo
Gergo (per certi versi analogo a slang, in inglese, e ad argot, in francese) è un termine usato per definire delle varietà di lingua che vengono utilizzate da specifici gruppi di persone e che si sono sensibilmente allontanate dalla lingua o dal dialetto parlato di norma in zona.

## Descrizione generale
In genere, ogni generazione o gruppo sociale sviluppa delle sue varietà di linguaggio, per il semplice fatto che i vari componenti parlano più spesso "tra loro" che "con gli altri", oppure perché essi intendono, in modo deliberato, non farsi capire da chi non fa parte del gruppo. Un esempio di linguaggio tendenzialmente gergale è la lingua delle culture giovanili: il fenomeno è interessante per il fatto che qualche volta gli adulti non riescono a capire il linguaggio dei giovani, e tutto ciò non può essere spiegato soltanto con il passare degli anni (spesso, il fatto ha delle ragioni anche e soprattutto sociali).
Sostanzialmente, però, si intende come gergo vero e proprio un idioma segreto.
Alcune delle parole appartenenti ad un gergo (conosciuto per essere poco durevole nel tempo) possono comunque, prima o poi, entrare a far parte della lingua corrente, dopo essere state create per il gergo.

## I gerghi in senso stretto
Le caratteristiche fondamentali di un gergo vero e proprio sono:
- L'uso di una lingua base come può essere il dialetto del posto o la lingua ufficiale: il gergo non ha infatti una sua base indipendente (base che invece è presente in un dialetto o nell'idioma di una minoranza linguistica).[3]
- Una differenza rispetto alla lingua originale sufficiente per poter parlare di segretezza: il gergo in senso stretto ha infatti come scopo quello di impedire la comprensione da parte di parlanti estranei al gruppo sociale. Questa particolarità si chiama funzione criptica.[4] L'uso di alcune parole speciali da parte di un gruppo di studenti, ad esempio, non ha necessariamente lo scopo di rendere segreto un linguaggio (anche se non sempre le parole si capiscono) e quindi non costituisce un fenomeno di gergo in senso stretto.

## Esempi
A livello internazionale si ricorda il fenomeno di alcuni Cockney londinesi come il rhyming slang, in cui alle parole o frasi vengono sostituite altre parole o frasi che fanno rima con esse (ad esempio apples and pears al posto di stairs). In Francia, parlando il Verlan, le parole vengono pronunciate all'inverso, anagrammando singole lettere o sillabe: lo stesso nome di questa parlata non è altro che l'inverso (pronunciato) dell'espressione francese l'envers. Un fenomeno analogo (il "vesre", cioè "revés") si trova in molti vocaboli del lunfardo di Buenos Aires, e in Grecia il podanà (Greco: ποδανά, cioè ανάποδα che significa inverso).
In Italia e nelle valli del Canton Ticino erano e in parte sono ancora parlati numerosi gerghi, per lo più nati all'interno di comunità di artigiani girovaghi. Molti di questi gerghi, che in genere assommano a poche centinaia di termini, sono oramai estinti (specie a causa della progressiva scomparsa dei mestieri fra i quali erano diffusi).
Per la maggior parte sono riconducibili alla lingua italiana o a uno dei suoi dialetti, ma non mancano (e anzi sono talvolta comuni a gerghi anche geograficamente distanti) lessemi di ascendenza albanese o neogreca, poiché queste attività ambulanti erano spesso esercitate da membri delle comunità grecaniche o arbëreshë. Analogamente si spiega la presenza, nei gerghi di mestieri, di prestiti dai gerghi parlati in Italia dalle comunità zingare, sia Rom che Sinti: i primi, fra i quali i camminanti siciliani e i Kalderasha, in genere esercitanti l'attività di arrotini, ramai (appunto "calderai") o allevatori di cavalli, i Sinti invece noti come giostrai.
Segue un elenco dei gerghi italiani e del Canton Ticino:
- il gergo furbesco o "lingua zerga", usato fra i carcerati e gli appartenenti alla malavita – scomparso nel secolo scorso, ne sopravvivono tuttavia molti termini, insieme ad altri di nuovo conio, nell'odierno gergo carcerario
- il gaì, adoperato dai pastori della val Seriana nel bergamasco, e della val Camonica nel bresciano
- lo spasell, gergo del dialetto insubre in uso fra i commercianti della Vallassina
- il gergo dei mercanti monferrini
- il gianglamènt dei commessi di negozio di Torino
- il dubiùn dei commercianti di Olmo, in Valchiavenna
- il larpa iudre di Mendrisio
- il balurd dei merciai ambulanti di Strada di Roccavignale (SV)
- il plat di sciòbar dei calzolai della Valfurva e dell'alta Valtellina
- il tarusc degli ombrellai ("lüsciàtt") di Gignese e del Vergante (VB)
- lo scapelament del contha dei seggiolai di Rivamonte, Gosaldo e di altri centri dell'Agordino
- il gergo delle venditrici di cucchiai di Claut (PN)
- il ciaschino[7], gergo dei mercanti di pettini d'osso di Castel Baronia, in Irpinia
- i vari gerghi dei calderai ambulanti:
  - il calmùn dei calderai di Lanzada (SO)
  - il rungìn o rügin dei magnani (ramai) della val Cavargna (CO), della val Colla e dell'alta Capriasca (Canton Ticino)
  - il taròm o gaìn dei parolòti della val di Sole (Trentino)
  - la rəvareska dei ramai di Monsampolo del Tronto (AP)
  - il bakkajamendo dei ramai di Force (AP)
  - il gergo dei ramai di Guardiagrele (CH), paese in cui peraltro è presente anche un gergo parlato dai commercianti di cavalli
  - l'ammaskante dei quadarari di Dipignano (CS)
  - il romaniscu o arbaresca, parlato dai ramai di Isili (CA)
  - ancora i gerghi dei calderai di Locana e Ingria (TO)[8], di Tramonti (PN) e di Vico Pancellorum (LU)
- il gergo degli arrotini di Resia (UD), basato sul dialetto sloveno resiano, ma incomprensibile persino ai semplici compaesani;
- il gergo degli arrotini di Querio (TO), miscela dei patois di Frassinetto e Ingria (francoprovenzale), di termini presi da altri idiomi (italiano e piemontese in particolare) e di termini propri, volutamente incomprensibile per chi non lo conoscesse;
- i gerghi dei selciatori di Graglia (BI, detti ciulìn e il suo gergo la rela), di Castellazzo Bormida[9] e Pontecurone (AL)
- i gerghi dei muratori:
  - di Alessandria, Tortona, Casale Monferrato ed altri centri minori della provincia di Alessandria
  - di Viadana (MN)
  - di Nereto e Mosciano Sant'Angelo (TE)
  - la lingua lombardesca di Pescocostanzo (AQ)
  - il tapa magüt di Trescore Cremasco (CR)[10]
- il taròm di rüsca degli spazzacamini delle valli Vigezzo e Cannobina (VB), della valle Verzasca e delle Centovalli[11] (Canton Ticino)
- i taron degli spazzacamini, imbianchini, cestai, camerieri e vignaioli di Cannobio (VB), ognuno con parole proprie.
- i taròm o tarón degli spazzacamini, degli arrotini e soprattutto degli emigranti della val Rendena
- il gergo dei bottai della Valsesia
- il gergo dei peltrai e dei lattonieri della valle Anzasca
- il gergo dei salumieri di Norcia
- il gergo dei cardatori di lana di Fara San Martino (CH), Cerqueto e Pietracamela (TE) (trignana)[12]
- la parlèsia dei posteggiatori napoletani
- il "parlese" degli orchestrali italiani
- il baccagghiu e il mafiese della malavita siciliana
- la parlata dei camminanti siciliani, presenti per lo più a Noto e a Mazara del Vallo
- il dritto, gergo dei giostrai e baracconisti Sinti del Veneto
- lo 'nciambrico dei braccianti di Meta (AQ)
- i gerghi (fra cui il gianguel) dei muratori, della malavita, degli ambulanti, dei girovaghi, dei canapini e dei mercanti di cavalli nel bolognese e a Cento (FE)
- lo dverun o dvarun, forse nato fra i contrabbandieri ("spalloni") e usato dai calzolai e dai lattonieri di Varzo (VB) all'estero
- la "lingua serpentina" dei contadini di Squinzano, nel Salento (un gergo "artificiale", come lo iergoegèn bolognese, quest'ultimo per costruzione simile al verlan francese)
- gerghi "cittadini" sono presenti a Milano (amàr), Parma e Biella
- i gerghi occitani (CN): il grapiet degli arrotini di Bellino, degli canapini della Valle Po e dei capellari di Elva; il pantois dei pastori di Crissolo; il jergoun dei pastori di Roaschia e dei contrabbandieri di Ferrere.
- i gerghi francoprovenzali: gergo di Usseglio; il dzargo dei spazzacamini di Rhêmes e di Valsavarenche, il djerc dei calzolai e segantini di Ayas (AO).
- il gergo arivaresco dei calderai di Vico Pancellorum (frazione del Comune di Bagni di Lucca (LU).

Dato che spesso i gerghi perdono in fretta la loro segretezza o cadono in disuso, alcune parole nate in un gergo possono, come detto, sopravvivere per poi passare alla lingua standard: è ad esempio il caso del termine cosa nostra, parola che proviene dal gergo della mafia.

## I gerghi in senso lato
Accanto ai gerghi in senso stretto come li abbiamo visti finora, si parla anche di gerghi in senso lato, di parlata allusiva. Si tratta di parlate che effettivamente sono in qualche modo codificate e vengono usate da un determinato gruppo sociale; ad esse manca però l'elemento di segretezza. Fra i gerghi in senso lato si possono comprendere i linguaggi giovanili e i gerghi professionali.

### I linguaggi giovanili
I linguaggi giovanili sovente si limitano a poche parole, non necessariamente impossibili da comprendere e spesso neanche tanto lontane dal parlato comune. Si può quindi parlare, piuttosto che di gerghi, di parlate senza funzione criptica e parlate allusive.
Questi linguaggi si avvalgono in genere di metafore o di semplici procedimenti metrici di troncamento o allungamento della parola, oppure di semplificazione della frase:
- Paglia o Paina, per dire "sigaretta"
- Darsi una punta oppure un puntello, per dire "darsi appuntamento"
- Il nulla, per dire che "non me ne frega"
- Marma, per indicare una marmitta
- Tranqui, con significato di stare tranquillo, avere la situazione sotto controllo
- Raga, abbreviazione di "ragazzi".

Si tratta spesso di termini che hanno per oggetto il mondo dei tabù e la vita "altra" rispetto a quella familiare piccolo-borghese: sessualità, droga, mondo dei paninari e piccola malavita. Spesso, nel linguaggio corrente a livello internazionale, questi gerghi in senso lato vengono indicati con il termine di slang.
Se possibile, il gruppo sociale di giovani cerca di prendere le distanze da un establishment di "benparlanti" e "benscriventi". Il linguaggio comune contribuisce così alla formazione di un'identità di gruppo. Va comunque detto che i gruppi di giovani sono in grado di creare anche dei gerghi veri e propri e che certi termini ed espressioni hanno non di rado un ambito d'uso regionale (a Roma ad esempio non sono diffuse espressioni tipiche di Milano, come bella lì o ma quanto sei avanti?, così come a Milano non si sentono pronunciare frasi tipicamente romane, come una cifra o sto a rota). Particolare, e analogo al verlan francese, è anche l'uso di inversioni (es. rosbi per "sbirro").
Parallelamente al linguaggio giovanile parlato, se ne è sviluppato anche uno scritto (vedi, ad esempio, il linguaggio degli SMS).
Dal 2001 sul sito internet de L'Espresso è presente la sezione Slangopedia, un vocabolario on-line di espressioni gergali, colloquiali e giovanili della lingua italiana curato da Maria Simonetti ed aggiornato ogni due settimane con le nuove segnalazioni inviate dai lettori alla redazione. Sul linguaggio giovanile si può consultare anche il sito LinguaGiovani dell'Università di Padova.
Dal 2020 è disponibile Slengo, dizionario online dedicato al gergo, ai neologismi e ai regionalismi nella lingua italiana. Si tratta di un dizionario partecipativo, in cui anche gli stessi utenti possono proporre le proprie definizioni e frasi di esempio, nonché termini correlati e indicazioni sull'eventuale regionalità del termine.

### I gerghi professionali
Sono linguaggi adoperati all'interno di talune attività umane, destinati, almeno in principio, esclusivamente alla comunicazione fra gli appartenenti a queste categorie; sono caratterizzati dall'adozione di termini ed espressioni non necessariamente specialistici, e che in genere (similmente a quelli gergali) sono metaforici e connotativi.
Alcuni di questi termini sono entrati a far parte del linguaggio comune e si sono estesi ad altri ambiti, al punto che difficilmente se ne riconosce l'origine gergale.
A titolo esplicativo segue un parziale elenco di questi gerghi, fornendo qualche esempio lessicale:
- gergo studentesco (bocciatura, marinare la scuola, secchione)
- gergo di caserma[20] (nonno, sbobba, marmittone)
- gergo teatrale (cavalla, far forno, fiasco)
- gergo cinematografico (cameo, peplum)
- gergo giuridico, "legalese","giuridichese" o "avvocatese"[21] (escutere, ottemperare, laudemio)
- gergo informatico (quittare, skippare, formattare)
- gergo televisivo (bucare lo schermo, promo, traino)
- gergo medico[22] (ravvisare, eradicare, avvertire un dolore, assumere un farmaco)
- gergo giornalistico[23] (bucare la notizia, essere sul pezzo, chiudere il numero)
- gergo sportivo (melina, torello, andare in bambola)
- gergo tipografico (refuso, quadratone, grazia)
- gergo bancario[24] (castelletto, fido, specimen, budget)
- gerghi di fabbrica
- gerghi dei commessi di negozio
- gergo burocratico
- gergo politico/sindacale (tavolo di trattativa, cabina di regia,[25] traguardare, governo ombra, pieghe del bilancio, tesoretto, canguro[26])

Dato che il fenomeno non si limita all'utilizzo di termini tecnici, i gerghi professionali sono distinti dai cosiddetti linguaggi settoriali, il cui lessico non è connotativo, ma denotativo e per lo più privo di ambiguità. In taluni casi di gergo professionale è inoltre ravvisabile il proposito della segretezza, sicché queste parlate risultano più affini ai gerghi veri e propri.

## Le lingue speciali
Per lingua speciale (o linguaggio settoriale) s'intende quello proprio di un certo settore dell'attività umana, caratterizzato «da un lessico specializzato, cioè da una particolare terminologia che, nei linguaggi scientifici, è il più possibile rigorosa (i termini hanno definizioni esplicite e univoche, sono monosemici, non hanno sinonimi). I linguaggi settoriali sono detti anche sottocodici».
La definizione di gergo per quel che riguarda i linguaggi scientifici, tecnici e finanziari è perciò impropria: la creazione di parole speciali e termini dotti nasce soltanto da esigenze legate alla comunicazione (che deve riferirsi specificamente a determinati concetti): dunque, essa non è legata alle caratteristiche sociali dei parlanti. Di più, si è in presenza di termini non adoperati solo in seno alla comunità (o, per meglio dire, al «settore») che ne fruisce ma, al contrario, divulgati attraverso libri e mezzi di comunicazione: se quindi, nella vita di tutti i giorni, si può sentir parlare di gerghi scientifici o comunque specialistici (per es. «gergo della medicina» o medichese, «gergo giuridico» o giuridichese, «gergo informatico», ecc.), la linguistica preferisce denominarli linguaggi settoriali. La definizione è riconosciuta in linguistica italiana, ma non è di carattere universale: ad esempio, in inglese si fa una distinzione tra jargon (che comprende tra l'altro i linguaggi settoriali) e slang (che include anche i linguaggi giovanili).

## I gerghi e le loro fonti nella storia
Esempi di gergo in senso stretto nella storia dell'italiano sono attestati sin dal Medioevo; i fenomeni del vagabondaggio e del brigantaggio erano, tanto in Italia quanto in altri paesi come la Francia, le cause principali dei fenomeni di codificazione gergale.
La spinta della reazione non si fece attendere: era intenzione degli stati quella di decodificare i gerghi, di combatterli semplicemente spiegandoli. Si trattava di una doppia replica, rivolta contro un fenomeno che era sia linguistico che sociale. Venivano pubblicate trattazioni sul modo di vivere e infrangere la legge di questi gruppi emarginati; la parte linguistica di questi "trattarelli" era costituita da glossari; si ricordino lo Speculum Cerretanorum di Teseo Pini in Italia (circa 1485) ed il Modo Nuovo de intender la lingua Zerga, cioè parlar furbesco, pubblicato nel 1545 da Antonio Brocardo. 
Lo scopo di questi libretti era, secondo gli autori, quello di mettere in guardia il lettore dalla minaccia di chi parlava gergo; si trattava in altre parole di informare su quelle che potevano essere le varie astuzie e abitudini di vagabondi, briganti e altri. La lettura costituiva pure oggetto di un certo divertimento, legato di certo al gusto del macabro e del proibito.
Anche gli sforzi della Controriforma nel Seicento e in periodi più tardi erano da considerarsi soprattutto di natura criminologica, come risposta della società al formarsi di una controsocietà nemica.
Per quanto riguarda l'Ottocento, degli spunti di un certo interesse si trovano nei trattati di antropologia di quel secolo soprattutto in quelli di carattere criminologico e psichiatrico. C'era anche un certo gusto da parte dello studioso, quello di mostrare l'uomo in una degradazione e abiezione che si volevano congenite. Tali modi di considerare la natura umana erano chiara testimonianza del positivismo.
Nel Novecento si osservò una progressiva integrazione tra lo Stato ed i gruppi di fuorilegge. Questo riguarda ad esempio il fenomeno della mafia, la quale aveva in origine anche un suo linguaggio gergale. Ferrero ricorda il termine di mafiese, la varietà linguistica mafiosa che successivamente doveva essere usata anche nel mondo di assessori e deputati e che, oggi, non è più da considerarsi un gergo in senso stretto, in quanto non è più segreta.